# Leśniowice (województwo lubelskie)
Leśniowice – wieś w Polsce położona w województwie lubelskim, w powiecie chełmskim, w gminie Leśniowice.
W 1434 r. pojawiła się pierwsza informacja o Leśniowicach. Pierwsi osadnicy zamieszkali prawdopodobnie w lesie nad jeziorem. Byli to robotnicy leśni, którzy pozyskiwali smołę, budulec, owoce i węgiel drzewny. Nazwa wsi wiąże się z zalesionym terenem jaki zamieszkiwano.
W latach 1953–1954 miejscowość była siedzibą gminy Rakołupy. W latach 1975–1998 miejscowość administracyjnie należała do województwa chełmskiego.
Wieś jest sołectwem, siedzibą gminy Leśniowice. Według Narodowego Spisu Powszechnego z roku 2011 wieś liczyła 342 mieszkańców i była czwartą co do liczby ludności miejscowością gminy.
We wsi znajduje się urząd gminy, szkoła, bank, poczta, niewielkie sklepiki, elewator zbożowy, cmentarz i boiska: klubu sportowego „Astra” i „Orlik”. Oprócz tego liczne zabytki i urokliwe miejsca. Czystość lokalnych rzek, umożliwia w nich obserwację bobrów, raków i innych chronionych zwierząt.
Wierni Kościoła rzymskokatolickiego należą do parafii Nawiedzenia Najświętszej Maryi Panny w Kumowie.

## Części wsi
| SIMC    | Nazwa       | Rodzaj    |
| ------- | ----------- | --------- |
| 0104923 | Piasek      | część wsi |
| 1026220 | Zadworzysko | część wsi |
| 1026190 | Za Jeziorem | część wsi |

## Wspólnoty wyznaniowe
- Kościół rzymskokatolicki:
  - parafia rzymskokatolicka Nawiedzenia NMP[11]
- Kościół polskokatolicki:
  - parafia polskokatolicka Narodzenia NMP[12]
- Świadkowie Jehowy:
  - zbór Leśniowice (Sala Królestwa Leśniowice 73B)[13].